# 11 Dywizja Strzelców Spadochronowych (III Rzesza)
11 Dywizja Strzelców Spadochronowych (niem. 11. Fallschirm-Jäger-Division) – jedna z niemieckich dywizji spadochronowych. Utworzona w marcu 1945 roku w Holandii, jej formowanie powinno zostać ukończone w okolicach Linzu, jednak zostało ono przerwane wraz z końcem wojny. Dowódcą miał zostać pułkownik Walter Gericke.

## Skład
- 37 Pułk Strzelców Spadochronowych
- 38 Pułk Strzelców Spadochronowych
- 39 Pułk Strzelców Spadochronowych
- 11 Spadochronowy Batalion Niszczycieli Czołgów
- 11 Spadochronowy Pułk Artylerii
- 11 Spadochronowy Batalion Pionierów
- 11 Spadochronowy Batalion Łączności
- 11 Spadochronowy Batalion Sanitarny